# Castillo de Sparreholm
El Castillo de Sparreholm (en sueco: Sparreholms slott) es una mansión en el municipio de Flen, condado de Södermanland, Suecia. La propiedad está ubicada sobre el lago Båven justo a las afueras de la comunidad de Sparreholm en la parroquia de Hyltinge.

## Historia
El edificio principal recibió su apariencia actual en la década de 1890 según los dibujos del arquitecto Johan August Westerberg (1836-1900). En la mansión hay una sala de conferencias y una cafetería. El museo del automóvil de Sparreholm se localiza en un edificio separado al este de la mansión. Al sur de la mansión, en la antigua cochera, hay una gran colección de máquinas de discos. En la planta baja del edificio se encuentra un museo de la bicicleta.